# 中山恵里奈
中山 恵里奈（なかやま えりな、1987年3月17日 - ）は、日本の元女性声優。愛知県出身。

## 経歴
当初は女優、タレントを目指していたという。
面接、オーディションの練習になればと思い、G.G.F.のオーディションを受験。
2002年、ブロッコリーが企画した声優ユニット・G.G.F.の第1期オーディションにて「ねこめ」役に選ばれる。そこで偶々合格したのが、声優との出会いで、自分では合格するとは思っていなかったため、驚いてしまったという。声優としては全くの素人だったため、当初は不安いっぱいだったという。当初は総勢19人というユニットだったため、少しは気が楽で、皆でワイワイしている感じだったため、楽しくできたこともラッキーだったかもしれないという。これで、声優の世界でやって行こうと足を踏み出すきっかけにもなったという。
2006年、所属事務所が浅井プロダクション（現在のATプロダクション）に変わる。
2011年6月、ATプロダクションを離籍しフリーとなる。
2012年3月、声優業を休業。

## 人物
愛称はえりなん、またはえんなちゃん。
声優以外で少女時代に憧れていた職業は探偵だったという。
趣味は読書、ゲーム。特技はバドミントン。座右の銘は「やらずに後悔するくらいなら、やって後悔する」。
尊敬している声優は田中真弓。
声優ユニット『ルーンエンジェル隊』、『G.G.F.』のメンバーに所属していた。

## 出演

### テレビアニメ
- 十兵衛ちゃん2 〜シベリア柳生の逆襲〜（2004年、柳生フリーシャ[4]）
- Canvas2 〜虹色のスケッチ〜（2005年、女子学生）
- おねがいマイメロディ 〜くるくるシャッフル!〜（2006年、舞）
- ギャラクシーエンジェる〜ん（2006年、リリィ・C・シャーベット）
- 僕等がいた（2006年、山本有里[5]）
- シゴフミ（2008年、少女）
- 家庭教師ヒットマンREBORN!（2009年、針山姫子）
- ジュエルペット（2009年、麻布美咲）

### OVA
- 破滅のマルス（2005年、中原巴）

### ゲーム
- CROSS WORLD 見知らぬ空のエターティア（2005年、ねこめ）
- 月は切り裂く 〜探偵 相楽恭一郎〜（2005年、桐生円）
- 破滅のマルス（2005年、中原巴）
- らき☆すた 萌えドリル（2005年、高良みゆき）
- GALAXY ANGEL II（2006年 - 2009年、リリィ・C・シャーベット）
- true tears（2006年、上原穂香）
- 真・らき☆すた 萌えドリル 〜旅立ち〜（2007年、高良みゆき）
- 牧場物語 ようこそ!風のバザールへ（2008年、アネモネ、主人公の子供〈男の子〉）
- サンデーVSマガジン 集結!頂上大決戦（2009年）

### ドラマCD
- 1年777組（2005年、味吉洋子）
- らき☆すた（2005年、高良みゆき）

### 実写
- あにてれ情報局 わお（2006年11月第1回 - 第3回ゲスト）
- true tears〜pure album〜（2006年、DSE）上原穂香役

### ラジオ
- ギャラクシーエンジェる〜ん（後に『ピャパプピーペンピェぷ〜ん』に番組名変更）（ランティスウェブラジオ：2006年4月 - 2007年12月）
- ラジオトゥルーティアーズ るいと穂香の瑞鳳学園放送部(T_T)（ラジオ関西・音泉：2005年11月 - 2006年5月）
- true tears 優奈と恵里奈のてぃあらじ〜pure album〜（ラジオ関西『サイキックラバーのアニカンRADIO』内・アニスタ.TV（番外編）：2006年11月 - 2007年9月）
- アニメ特撮GRANDPRIX WAVE（携帯電話ソフトバンクモバイル専用アプリ「S!番組プレイヤー」タダ歌ばん配信番組。アニメ特撮GRANDPRIX宣伝番組。2007年）

### ミュージカル
- ギャラクシーエンジェル（烏丸ちとせ役）
- ギャラクシーエンジェルRe-Mix（烏丸ちとせ役）

### その他コンテンツ
- ハマランチョ （tvk、おどって!アンパンマン天気予報）